# Lubianków
Lubianków – wieś w Polsce położona w województwie łódzkim, w powiecie zgierskim, w gminie Głowno.
Oddalona od Głowna o około 5 km. Znajduje się przy trasie łączącej Głowno z Łyszkowicami i Skierniewicami. Większość mieszkańców utrzymuje się z sadownictwa.
W Lubiankowie znajduje się Szkoła Podstawowa im. Marii Konopnickiej. Pierwsza szkoła powstała we wsi już w 1918 roku. We wsi znajduje się Ochotnicza Straż Pożarna.
Wieś szlachecka Lubionków położona była w drugiej połowie XVI wieku w powiecie rawskim ziemi rawskiej województwa rawskiego. Do 1953 roku istniała gmina Lubianków. W latach 1954–1968 wieś należała i była siedzibą władz gromady Lubianków, po jej zniesieniu w gromadzie Głowno. W latach 1975–1998 miejscowość administracyjnie należała do ówczesnego województwa łódzkiego. Lubianków graniczy z następującymi sołectwami: Rudniczek, Wola Lubiankowska i Borki.